# Teorija polja klasa
U matematici, teorija polja klasa je grana algebarske teorije brojeva koja se bavi abelovskim proširenjma polja brojeva, globalnim poljima pozitivnih karakteristika, i lokalnim poljima. Teorija vodi svoje poreklo iz Gausovog dokaza kvadratnog reciprociteta sa kraja 18. veka. Ove ideje su razvijene tokom sledećeg veka, iz čega su proizašle Hilbertove hipoteze, koje su kasnije dokazali Takagi i Artin. Te hipoteze i njihovi dokazi sačinjavaju glavninu teorije polja klasa.
Jedan od glavnih rezultata navodi da za dato poje brojeva F, i za maksimalnu abelovsku nerazranatu ekstenziju od F obeleženu sa K, grupa Galoa od K nad F je kanonski izomorfna do idealne grupe klase od F. Ova tvrdnja se može generalizovati do Artinovog zakona reciprociteta; pišući  za idelnu grupu klasa od F, i uzimajući L da je konačna abelovska ekstenzija od F, ovaj zakon daje kanonski izomorfizam
{\displaystyle \theta _{L/F}:C_{F}/{N_{L/F}(C_{L})}\to \operatorname {Gal} (L/F),}
gde {\displaystyle N_{L/F}} označava idelnu normu mape od L do F. Ovaj izomorfizam se onda naziva mapa reciprociteta. Teorema postojanja navodi da se mapa reciprociteta može koristiti za dobijanje bijekcije između skupa abelovskih ekstenzija od F i skupa zatvorenih podgrupa konačnog indeksa od {\displaystyle C_{F}.}
A standard method za razvijanje global teorije poja klasa od 1930-ih je bio razvoj lokalne teorije polja klasa, koja opisuje abelovske ekstenzje lokalnih polja, i zatim ih koristi za konstruisanje globalne teorije poja klasa. To su prvi put uradili  Artin i Tejt koristeći teoriju kohomologije grupa, i specifično razvijajući pojam formiranja klasa. Kasnije je Neukirh izveo dokaz glavnih tvrdnji globalne teorije pola klasa bez korišćenja kohomoloških ideja.
Teorija polja klasa isto tako obuhvata eksplicitno konstruisanje maksimalnih abelovskih ekstenzija brojnih polja u nekoliko slučajeva gde su takve konstrukcije poznate. Trenutno, ova porcija teorije se sastoji od teoreme Kroneker-Vebera, koja se može koristiti za konstrukciju abelovskih ekstenzija {\displaystyle \mathbb {Q} } i teoriju kompleksnog množenja, koja se može koristiti za konstruisanje abelovskih ekstenzija CM-polja.
Program Lenglendsa priža jedan pristup za generalizovanje teorije poja klasa na neabelovske ekstenzije. Ova generalizacija je još uvek uglavnom hipotetička. Za polje brojeva, teorija polja klasa i srodni rezultati teoreme modularnosti su jedini poznati slučajevi.

## Formulacija u savremenom jeziku
U savremenom matematičkom jeziku se teorija poja može formulisati na sledeći način. Razmatra se maksimalno abelovsko proširenje A lokalnog ili globalnog polja K. Ono je beskonačnog stepena nad K; grupa Galoa G od A nad K je beskonačno prokonačna grupa, tako da je kompaktna topološka grupa, i ona je abelovska. Centralni ciljevi teorije polja klasa su: da opiše G u smislu određenih odgovarajućih topoloških objekata povezanih sa K, da opiše konačna abelovska proširenja K u smislu otvorenih podskupova konačnog indeksa u topološkom objektu pridruženom K. Konkretno, namera je da se uspostavi međusobna korespondencija između konačnih abelovskih proširenja K i njihovih normnih grupa u tom topološkom objektu za K. Taj topološki objekt je multiplikativna grupa u slučaju lokalnih polja sa konačnim poljem ostatka i idealna grupa klasa u slučaju globalnih polja. Konačna abelovska ekstenzija koja odgovara otvorenoj podgrupi konačnog indeksa naziva se polje klasa za tu podgrupu, iz čega je proistekao naziv teorije.
Fundamentalni rezultat generalne teorije polja klasa navodi da je grupa G prirodno izomorfna sa prokonačnim kompletiranjem , multiplikativnom grupom lokalnog polja ili grupom idealne klase globalnog polja, u pogledu prirodne topologije  koja se odnosi na specifičnu strukturu polja K. Ekvivalentno, za bilo koju konačnu ekstenziju Galoa L od K, postoji izomorfizam (Artinova mapa reciprociteta).
{\displaystyle \operatorname {Gal} (L/K)^{\operatorname {ab} }\to C_{K}/N_{L/K}(C_{L})}
abelianizacije grupe Galoa ekstenzije sa količnikom idealne grupe klasa K prema slici norme idealne grupe klasa L.

## Literatura
- Cassels, J.W.S.; Fröhlich, Albrecht, ур. (1967), Algebraic Number Theory, Academic Press, Zbl 0153.07403
- Conrad, Keith, History of class field theory. (PDF)
- Fesenko, Ivan B; Vostokov, Sergei V. (2002), Local fields and their extensions, Translations of Mathematical Monographs, 121 (Second изд.), Providence, RI: American Mathematical Society, ISBN 978-0-8218-3259-2, MR 1915966
- Gras, Georges (2005), Class Field Theory: from theory to practice (corrected 2nd printing), Springer Monographs in Mathematics, xiii+507 pages, Berlin, New York: Springer-Verlag, ISBN 978-3-540-44133-5
- Iwasawa, Kenkichi (1986), Local class field theory, Oxford Mathematical Monographs, The Clarendon Press Oxford University Press, ISBN 978-0-19-504030-2, MR 863740, Zbl 0604.12014
- Kawada, Yukiyosi (1955), „Class formations”, Duke Math. J., 22: 165—177, Zbl 0067.01904, doi:10.1215/s0012-7094-55-02217-1
- Kawada, Yukiyosi; Satake, I. (1956), „Class formations. II”, J.Fac. Sci.Univ. Tokyo Sect. 1A, 7: 353—389, Zbl 0101.02902
- Neukirch, Jürgen (1986), Class Field Theory, Berlin, New York: Springer-Verlag, ISBN 978-3-540-15251-4
- Hasse, Helmut (1967), „History of class field theory”, Algebraic Number Theory, Washington, D.C.: Thompson, стр. 266—279, MR 0218330
- Iyanaga, S. (1975) [1969], „History of class field theory”, The theory of numbers, North Holland, стр. 479—518
- Roquette, Peter (2001), „Class field theory in characteristic p, its origin and development”, Class field theory—its centenary and prospect (Tokyo, 1998), Adv. Stud. Pure Math., 30, Tokyo: Math. Soc. Japan, стр. 549—631
- Marcus, Daniel A. (2018), Number Fields (2nd изд.), Springer, ISBN 978-3-319-90233-3
- Cassels, J. W. S.; Fröhlich, Albrecht, ур. (2010) [1967], Algebraic number theory (2nd изд.), London: 9780950273426, MR 0215665
- Fröhlich, Albrecht; Taylor, Martin J. (1993), Algebraic number theory, Cambridge Studies in Advanced Mathematics, 27, Cambridge University Press, ISBN 0-521-43834-9, MR 1215934
- Lang, Serge (1994), Algebraic number theory, Graduate Texts in Mathematics, 110 (2 изд.), New York: Springer-Verlag, ISBN 978-0-387-94225-4, MR 1282723
- Mochizuki, Shinichi (2012). „Topics in Absolute Anabelian Geometry I”. J. Math. Sci. Univ. Tokyo. 19: 139—242.
- Mochizuki, Shinichi (2012). „Topics in Absolute Anabelian Geometry I”. J. Math. Sci. Univ. Tokyo. 19: 139—242.
- Mochizuki, Shinichi (2013). „Topics in Absolute Anabelian Geometry II”. J. Math. Sci. Univ. Tokyo. 20: 171—269.
- Mochizuki, Shinichi (2015). „Topics in Absolute Anabelian Geometry III”. J. Math. Sci. Univ. Tokyo. 22: 939—1156.
- Mochizuki, Shinichi (2021). „Inter-universal Teichmuller theory I, II, III, IV”. Publ. Res. Inst. Math. Sci. 57: 3—723.
- Porowski, Wojtek. „Introduction to anabelian geometry”.
- Szamuely, Tamás. „Heidelberg Lectures on Fundamental Groups” (PDF). section 5. Архивирано из оригинала (PDF) 05. 04. 2020. г. Приступљено 27. 06. 2023.
- Grothendieck, Alexander. „La Longue Marche à Travers la Théorie de Galois” (PDF). Архивирано из оригинала (PDF) 20. 05. 2022. г. Приступљено 27. 06. 2023.
- Pop, Florian (1994), „On Grothendieck's conjecture of birational anabelian geometry”, Annals of Mathematics, (2), 139 (1): 145—182, JSTOR 2946630, MR 1259367, doi:10.2307/2946630
- Emil Artin (1924) "Über eine neue Art von L-Reihen", Abhandlungen aus dem Mathematischen Seminar der Universität Hamburg 3: 89–108; Collected Papers, Addison Wesley (1965), 105–124
- Emil Artin (1927) "Beweis des allgemeinen Reziprozitätsgesetzes", Abhandlungen aus dem Mathematischen Seminar der Universität Hamburg 5: 353–363; Collected Papers, 131–141
- Emil Artin (1930) "Idealklassen in Oberkörpern und allgemeines Reziprozitätsgesetzes", Abhandlungen aus dem Mathematischen Seminar der Universität Hamburg 7: 46–51; Collected Papers, 159–164
- Frei, Günther (2004), „On the history of the Artin reciprocity law in abelian extensions of algebraic number fields: how Artin was led to his reciprocity law”,  Ур.: Olav Arnfinn Laudal; Ragni Piene, The legacy of Niels Henrik Abel.  Papers from the Abel bicentennial conference, University of Oslo, Oslo, Norway, June 3--8, 2002, Berlin: Springer-Verlag, стр. 267—294, ISBN 978-3-540-43826-7, MR 2077576, Zbl 1065.11001
- Janusz, Gerald (1973), Algebraic Number Fields, Pure and Applied Mathematics, 55, Academic Press, ISBN 0-12-380250-4
- Lang, Serge (1994), Algebraic number theory, Graduate Texts in Mathematics, 110 (2 изд.), New York: Springer-Verlag, ISBN 978-0-387-94225-4, MR 1282723
- Lemmermeyer, Franz (2000), Reciprocity laws: From Euler to Eisenstein, Springer Monographs in Mathematics, Berlin: Springer-Verlag, ISBN 978-3-540-66957-9, MR 1761696, Zbl 0949.11002
- Milne, James (2008), Class field theory (v4.0 изд.), Приступљено 2010-02-22
- Neukirch, Jürgen (1999), Algebraic number theory, Grundlehren der Mathematischen Wissenschaften, 322, Translated from the German by Norbert Schappacher, Berlin: Springer-Verlag, ISBN 3-540-65399-6, Zbl 0956.11021
- Serre, Jean-Pierre (1979), Local Fields, Graduate Texts in Mathematics, 67, Превод: Greenberg, Marvin Jay, New York, Heidelberg, Berlin: Springer-Verlag, ISBN 3-540-90424-7, Zbl 0423.12016
- Serre, Jean-Pierre (1967), „VI. Local class field theory”,  Ур.: Cassels, J.W.S.; Fröhlich, A., Algebraic number theory. Proceedings of an instructional conference organized by the London Mathematical Society (a NATO Advanced Study Institute) with the support of the International Mathematical Union, London: Academic Press, стр. 128—161, Zbl 0153.07403
- Tate, John (1967), „VII. Global class field theory”,  Ур.: Cassels, J.W.S.; Fröhlich, A., Algebraic number theory. Proceedings of an instructional conference organized by the London Mathematical Society (a NATO Advanced Study Institute) with the support of the International Mathematical Union, London: Academic Press, стр. 162—203, Zbl 0153.07403